# Elias (chanteur)
Pour les articles homonymes, voir Elias.
Elias (Elias Damian), né le 15 octobre 1980 à Bayonne, est un auteur-compositeur-interprète français.

## Biographie

### Ses débuts
Artiste autodidacte, Elias (Elias Damian) commence à jouer de la guitare et du piano en 1997. Dès lors, il intègre le groupe Babylon et se produit plus d'une centaine de fois sur scène les 3 années suivantes, en assurant par exemple, le 11 novembre 1999, la 1re partie du groupe The Wailers en représentation à Biarritz.
Au début des années 2000, il compose ses premières chansons, il  écrit notamment Rue des souffrances, titre qui figure sur son premier album. C'est à cette époque également qu'il rencontre Maurice Vallet, auteur de Julien Clerc, ce dernier lui écrit certains textes.

### Sa carrière d'auteur-compositeur
De 2003 à 2006, avec de nombreux auteurs, Elias compose pour d'autres artistes. Il signe un contrat chez Free demo ,, maison d'édition de Paris (société V.M.A) et devient compositeur de chansons notamment pour des artistes de télé-réalité (Star Ac et Nouvelle Star) Michal, intitulée L'air et le feu, et  Julien Laurence, titrée Tout nous rappelle,. En 2006, Elias compose une chanson, seconde chance pour la série Sous le soleil, diffusée sur TF1, interprétée par l'artiste Julian Cely (rôle de Luc). 
Il marque une pause dans sa carrière de 2007 à 2008.
À partir de 2009, Elias décide de devenir l'interprète de ses propres chansons, le chanteur écrit et compose la plupart des titres de son premier album.

### Ses albums
En janvier 2010, le chanteur s'inscrit sur le site en ligne de finance participative (crowdfunding) Akamusic, pour un projet de single dont le budget est rapidement obtenu (15 000 euros par 169 contributeurs). 
Durant l'été 2010, via le même site communautaire participatif Akamusic, il boucle le financement (50 000 euros grâce à 370 contributeurs) d'un album de 10 titres  qui sortira en février 2012 intitulé Des roses en hiver, label Akamusic et diffusé par major Universal Music. Ce premier album est surtout composé de morceaux dont il est l'auteur, les autres ayant reçu le concours de Laura Bismuth,  Sabine Cardinal, Maurice Vallet et David Zana. Le thème récurrent de cet album, dont les morceaux sont souvent aux sons de banjo-guitares et les paroles optimistes dans la tradition de la variété française des années 2000, est l'amour, d'une femme, de la vie ou de l'autre. L'album se termine par le morceau Je vous dis merci en remerciement aux contributeurs d'Akamusic.  Les singles, Des roses en hiver, Citoyens du monde, Changer les mots et La vie est belle seront assez largement diffusés, sur plus de 80 radios et lui ouvriront les portes de la télévision, dans l'émission de variétés Boulevard des planches avec Michel Fugain ; il y interprète La vie est belle,. 
Comme chanteur, il sera, en 2013, choriste dans l'album Génération Goldman 2 sur la collégiale Nos mains et le titre 1,2,3.
Début 2014, pour l'enregistrement et la promotion de son 2e album de 10 titres, il s'inscrit  sur le site participatif My Major Company en vue d'obtenir 15 000 euros d'où il collectera 16 700 euros venant de 215 contributeurs. Le projet est également soutenu par la Sacem. S'il est toujours compositeur des musiques, Elias s'assure, pour les textes, le concours de nombreux auteurs dont Sabine Cardinal, Iza Loris, Daria de Martynoff,  Jacques Roure, Christian Vié ou François Welgryn,. Pour ce nouvel album la musique, « pop aux accents électro », a des influences anglo-saxonnes inspirée des groupes qu'Elias a beaucoup écouté comme Muse ou Coldplay. 
L'album Un nouveau jour se lève sort en 2016. Il est précédé par deux singles qui en sont des extraits :
- Mon désamour[17]. Ce titre est, en février 2015, à la 61e place[15] du « Top 100 Itunes Single  Variété française » [18],[19] et obtient un certain succès en diffusion radio [20] ;
- En t'attendant en novembre 2015[21] qui est dans le Top 400 France Airplay Charts Music Radio (classement issu des diffusions des radios sur Internet)[22].

Elias présente un extrait de cet album sur Sud Radio en invité découverte de l'émission Loft Musique consacrée à Pascal Obispo, dans l’émission C'est tendance à Paris sur Sud Radio Paris et dans Le Top France bleu sur France Bleu.
En 2017, il est choriste sur deux titres de l'album Sardou et nous (reprises des titres de Michel Sardou par la jeune génération dont Kids United).

### Ses principaux concerts
Elias se produit en concert en assurant la 1re partie d'artistes :  
- Hélène Ségara à Toulouse le 19 octobre 2012[27],
- Stone à Vatan le 9 septembre 2013[11],
- Didier Barbelivien à Biarritz le 30 mars 2014[16] ainsi qu'un duo avec cet artiste la veille à Bordeaux sur A toutes les filles que j'ai aimées avant,
- Amaury Vassili le 27 juin 2014 à Montluçon[28],
- Michel Fugain et ensemble musical Pluribus au festival d'Anglet le 27 juin 2015[29].

Il présente également ses propres concerts : 
- à Bruxelles le 25 février 2012 avec Steve Linden en 1re partie[30],
- au Sentier des Halles à Paris[13] le 24 mai 2014 avec Axel Saddier en première partie et Valentin Marceau en duo sur le titre Rien d'important (co-composé par Elias et Valentin Marceau).
- lors du 10e festival de la chanson française de Montluçon le 23 août 2015, avec d'autres artistes de la scène française (Sorel, Pierre Lemarchal, Joseph D'Anvers...)[31].
- au Sentier des Halles à Paris le 10 octobre 2015 ; lors de ce concert il présente son deuxième album Un nouveau jour se lève avec, sur certains titres, le concours de Cyril Paulus (voix), Valentin Marceau (voix), Dominique Spagnolo (piano), Oyann (voix)[32],[33] et Baptiste Grué (piano)[34]
- Au B'Izou à Bruxelles le 4 mars 2016 avec Steve Linden en 1re partie et Axel Hirsoux en invité[35]
- à Laval le 21 juin 2016 sur Oxygène Music Live avec notamment les Jumo (en) [36].

Il participe à des concerts caritatifs : 
- contre la mucoviscidose, au Bikini à Toulouse le 29 novembre 2015 avec d'autres artistes dont Fiona Gelin[37], avec qui il chante en duo (sur le titre Si c'était moi) et l'accompagne au piano (sur Recommencer).
- le Téléthon, dont il est parrain pour la ville d'Anglet, le 4 décembre 2015[38].

## Discographie

### Singles
- 2011 : Changer les mots
- 2011 : La vie est belle
- 2015 : Mon désamour
- 2015 : En t'attendant

### Contributions
- 2004 : Tout nous rappelle (Christian Vié / Elias - Christophe Balency), pour Julien Laurence, Saison 2 de Nouvelle Star
- 2005 : L'air et le feu (Maidy Roth / Elias - Christophe balency), pour Michal
- 2005 : Seconde chance (Christian Vié / Elias - Christophe Balency), pour la série Sous le soleil diffusée sur TF1
- 2012 : Mon amour (Sabine Cardinal / Elias), pour Steve Linden
- 2014 : Il faut toujours (Jean Tosi / Elias - Christophe Balency), pour Jean-Sébastien Lavoie, Saison 1 de Nouvelle Star
- 2014 :  Ange de lumiere (François Welgryn / Elias) pour Virgil Garreau
- 2015 : Après l'hiver (Elias, Sabine Cardinal, Iza Loris / Elias) pour Axel Hirsoux
- 2016 : J'en tremble (François Welgryn / Elias - Romain Brois) pour Oyann[33]
- 2016 : Au plus près de mes rêves (Iza Loris - Sabine cardinal - Elias / Elias - Christophe Balency) pour Axel Hirsoux[39]
- 2017 : Où je vais (Christian vié - Iza Loris - Valentin Marceau - Elias / Elias) pour Valentin Marceau
- 2017 : Ce que j'attends (Christian Vié / Valentin Marceau - Elias - Christophe Balency), pour Valentin Marceau[15], interprété dans l'émission Le Grand Studio de RTL [40].

### Participations
- 2013 : Nos mains, 1,2,3, choriste sur l'album Génération Goldman 2 ( 2 × Platine)
- 2016 : Au plus près de mes rêves Axel Hirsoux, choriste
- 2016 : La vie autrement Kriss Carter, pianiste[41]
- 2016 :  Tout le contraire Valentin Marceau, clavier
- 2017 :  Où je vais Valentin Marceau, clavier, arrangements et chœurs
- 2017 :  Le France, Le fauteuil, choriste sur l'album Sardou et nous